# (15228) Ronmiller
(15228) Ronmiller est un astéroïde de la ceinture principale.

## Description
(15228) Ronmiller est un astéroïde de la ceinture principale. Il fut découvert le 23 février 1987 à l'Observatoire Palomar par Carolyn S. Shoemaker et Eugene M. Shoemaker. Il présente une orbite caractérisée par un demi-grand axe de 2,16 UA, une excentricité de 0,14 et une inclinaison de 2,8° par rapport à l'écliptique.

## Compléments